# Jennifer Geerlings-Simons
Jennifer Geerlings-Simons (Paramaribo, 5 settembre 1953) è una politica surinamese, 10ª Presidente del Suriname dal 16 luglio 2025 e leader del Partito Democratico Nazionale dal 13 luglio 2024.
In precedenza, è altresì stata Presidente dell’Assemblea nazionale dal 2010 al 2020 e suo membro dal 1996 al 2020, avendo brevemente interrotto la sua parentesi politica.

## Biografia
Simons è stato eletta per la prima volta come membro dell'Assemblea nazionale nel 1996 in rappresentanza del distretto di Paramaribo. È stata una delle vicepresidenti del Partito Democratico Nazionale (NDP), fondato da Dési Bouterse. È stata leader del gruppo parlamentare dal 2000 al 2006.
Il 20 giugno 2020, Simons ha annunciato il suo ritiro dalla politica. Era stata eletta alle elezioni del 2020, ma ha deciso di non prendere il suo posto, al quale è stata succeduta da Stephen Tsang, il 6° nella lista elettorale dell'NDP.
Il 13 luglio 2024 è succeduta a Dési Bouterse come leader dell’NDP, che ha portato al primo posto nelle elezioni parlamentari, venendo così eletta Presidente del Suriname in data 6 luglio, dopo aver stretto un accordo di coalizione con altri cinque partiti.
È entrata in carica il successivo 16 luglio.

### Vita privata
È sposata dal 1981 con Glenn Geerlings. Ha tre figli ed è una dottoressa.